# Тамалакан
Тамалакан (якут.  ) — село в Верхневилюйском улусе Якутии России. Административный центр и единственный населённый пункт Тамалаканского наслега. Население — 590 чел. (2021) .

## География
Село расположено на северо-западе региона, в пределах географической зоны таёжных лесов Вилюйского плато Среднесибирского плоскогорья, между озёрами Уолбут 1-й на севере и тремя мелкими озёрами на юге.
Расстояние до улусного центра — села Верхневилюйск — 30 км..
уличная сеть
развитая, включая три типа адресных географических объектов:
- Переулок: Илин бас пер.
- Территории: тер. Больница, тер. Детсад, тер. Сквер Победы
- Улицы: ул. А.Федорова, ул. Аартык, ул. Красный молот, ул. Кулусуннаах, ул. С.Руфова, ул. Школьная

климат
В населённом пункте, как и во всем районе, климат резко континентальный, с продолжительным зимним и коротким летним периодами. Максимальная амплитуда средних температур самого холодного месяца — января и самого теплого — июля составляет 80-97°С. Суммарная продолжительность периода со снежным покровом 6-7 месяцев в год. Среднегодовая температура составляет 11,1°С.

## История
Согласно Закону Республики Саха (Якутия) от 30 ноября 2004 года N 173-З N 353-III село возглавило образованное муниципальное образование Тамалаканский наслег.

## Население
| 2002 | 2010 | 2012 | 2013 | 2014 | 2015 | 2016 | 2017 | 2018 | 2019 | 2020 |
| ---- | ---- | ---- | ---- | ---- | ---- | ---- | ---- | ---- | ---- | ---- |
| 633  | ↗643 | ↘624 | ↘618 | ↘613 | ↗615 | ↗618 | ↘597 | ↘584 | ↘576 | ↗581 |
| 2021 |      |      |      |      |      |      |      |      |      |      |
| ↗590 |      |      |      |      |      |      |      |      |      |      |

Национальный состав
Большинство жителей якуты.
Согласно результатам переписи 2002 года, в национальной структуре населения якуты составляли 82 % от общей численности населения в 633 чел..

## Инфраструктура
Животноводство (мясо-молочное скотоводство, мясное табунное коневодство)
Дом культуры «Тамалаканское культурно-досуговое учреждение», средняя общеобразовательная школа, учреждения здравоохранения и торговли..
В 2019 устроен летний водопровод
В 2019 году пришел оптоволоконный интернет по проекту «Вилюйский экспресс»

## Транспорт
Автодорога федерального значения «Вилюй».